# Epiphragma subsolatrix
Epiphragma subsolatrix är en tvåvingeart som beskrevs av Alexander 1939. Epiphragma subsolatrix ingår i släktet Epiphragma och familjen småharkrankar. Inga underarter finns listade i Catalogue of Life.